# Platja de Becs
La platja de Becs, o cala de Becs, anomenada popularment cala de la Roca Plana, és una platja natural del municipi de Tarragona (Tarragonès), situada al vell mig del bosc de la Marquesa, dins de l'espai natural de Tamarit-Punta de la Móra. Té una longitud de poc més de 200 metres, formada per sorra fina i daurada, amb un pendent d'entrada a l'aigua suau. No disposa de serveis, únicament papereres. S'hi accedeix pel camí de ronda, a través del bosc de la Marquesa, a uns 4 quilòmetres de la platja Llarga, des de l'oest, o de la platja de la Móra, des de l'est. S'hi practica el nudisme. Ha rebut el guardó platges verges del litoral de Tarragona.